# NGC 371
NGC 371 (również ESO 51-SC14) – gromada otwarta powiązana z mgławicą emisyjną, znajdująca się w gwiazdozbiorze Tukana. Została odkryta 1 sierpnia 1826 roku przez Jamesa Dunlopa. Gromada ta znajduje się w Małym Obłoku Magellana.

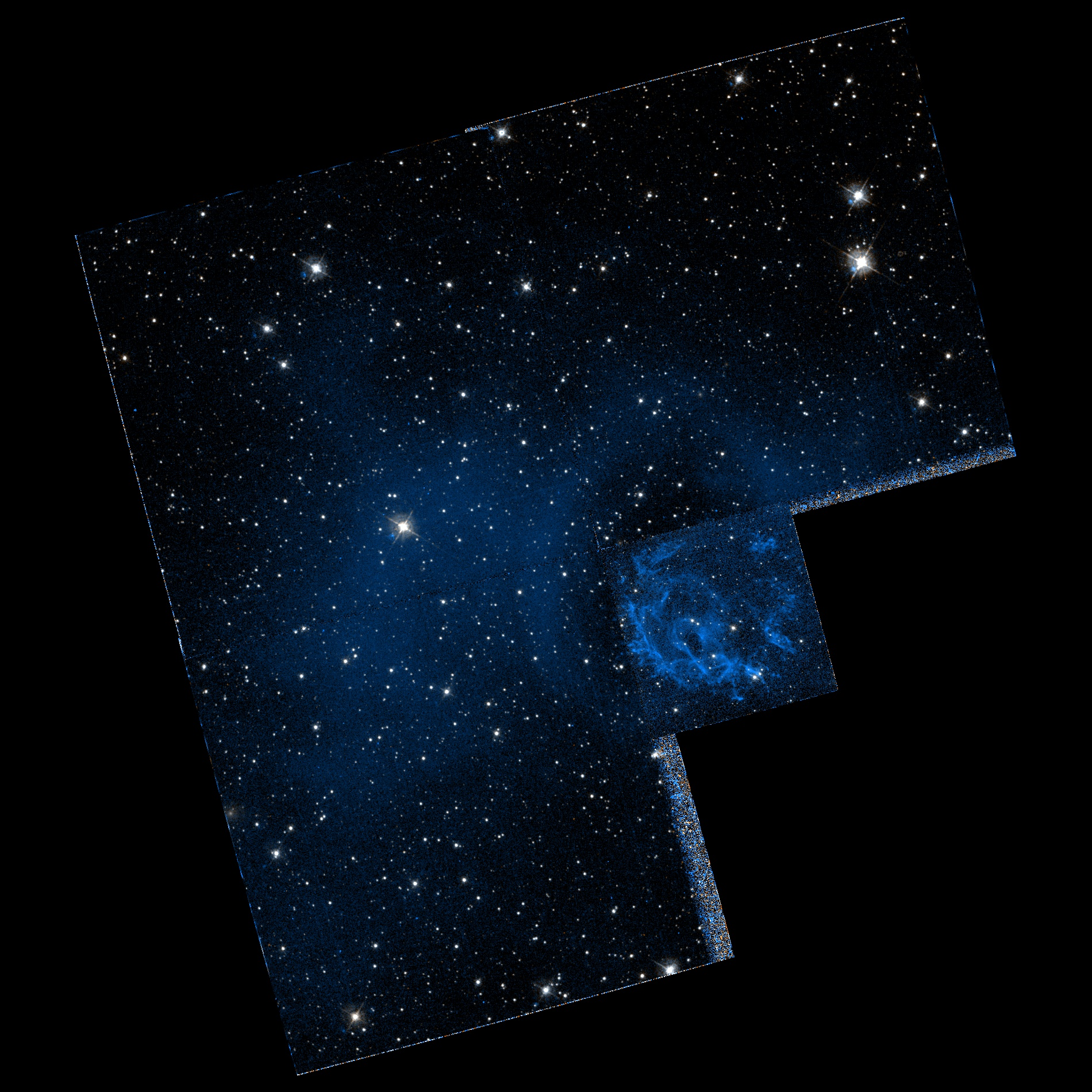
Szczegóły widoczne przez Kosmiczny Teleskop Hubble’a

Gromada NGC 371 jest miejscem intensywnego powstawania nowych gwiazd. Jest ona otoczona przez mgławicę, w której wszystkie gwiazdy pochodzą z tego samego, rozmytego dziś obszaru H II. Spora część zawartego w tym obłoku wodoru została zużyta w procesie formowania nowych gwiazd, pozostawiając po tym procesie jedynie wodorową otoczkę, widoczną wraz z gromadą młodych, gorących gwiazd.